# Sandro
Sandro (лат.) — род ракообразных, единственный в составе семейства Sandroidae из отряда бокоплавов (Crangonyctoidea, Gammarida). Пресноводные и пещерные эндемики Мадагаскара.

## Этимология
Родовое название дано в честь крупного итальянского зоолога Sandro Ruffo (1915–2010), описавшего типовой вид Austroniphargus starmuhlneri Ruffo, 1960 (Sandro starmuhlneri).

## Описание
Тело латерально сжатое. Глаза отсутствуют. Антенна 1 длиннее антенны 2; стебельчатый членик 1 равен или длиннее членика 2; членик 2 длиннее членика 3; членик 3 длиннее членика 1; стебельчатые членики 1—2 неколенчатые; вспомогательный жгутик короткий. Кальцеоли антенн 1—2 отсутствуют.

## Классификация
Род включает 3 вида и выделен в монотипическое семейство Sandroidae Lowry & Myers, 2012.
- Sandro spinidactylus Iannilli, Krapp & Ruffo, 2011[7]
- Sandro starmuhlneri (Ruffo, 1960)
  - =Austroniphargus starmuhlneri Ruffo, 1960[8]
- Sandro straussi Daneliya, 2011[9]